# 貝尤科恩 (路易斯安那州)
貝尤科恩（英語：Bayou Corne）是位於美國路易斯安那州阿桑普申堂區的一個普查規定居民點。

## 人口
根據2020年美國人口普查的數據，貝尤科恩的面積為0.98平方千米，當中陸地面積為0.94平方千米，而水域面積為0.04平方千米。當地共有人口32人，而人口密度為每平方千米32.65人。